# 48624 Sadayuki
48624 Sadayuki este un asteroid din centura principală de asteroizi.

## Descriere
48624 Sadayuki este un asteroid din centura principală de asteroizi. A fost descoperit pe 4 august 1995 la Nanyo de Tomimaru Okuni. Asteroidul prezintă o orbită caracterizată de o semiaxă mare de 2,19 ua, o excentricitate de 0,17 și o înclinație de 5,3° în raport cu ecliptica.